# Dynasty Warriors 3
 (mai 2010).
Si vous disposez d'ouvrages ou d'articles de référence ou si vous connaissez des sites web de qualité traitant du thème abordé ici, merci de compléter l'article en donnant les références utiles à sa vérifiabilité et en les liant à la section « Notes et références ».
Dynasty Warriors 3 est un jeu vidéo de type hack 'n' slash sorti sur PlayStation 2 en 2002, puis en fin d'année sur Xbox, le tout en Europe. Le jeu a été développé par Omega Force, société unique interne de Koei et édité par THQ en France et Benelux. Il fait partie de la série des Dynasty Warriors.
Il contient un certain nombre d'éléments réels et de fiction de la même époque dans l'histoire chinoise de la Romance des Trois Royaumes, mais suit les principaux événements de la première partie de l'histoire qui est d'unifier la Chine en vertu de la croyance de chacun de ces Royaumes (liberté, combat, union). [réf. souhaitée]
Dynasty Warriors 3 a été le premier de la série à introduire un mode deux joueurs et de nombreuses autres améliorations par rapport à Dynasty Warriors 2. De nouveaux lieux de combat et arènes, de nouveaux personnages, de nouvelles armes, attaques sont introduits offrir une expérience totalement nouvelle pour le joueur. La musique type techno-rock est également ajouté. Le gameplay et le moteur graphique ont également été mis à jour, offrant des environnements de qualité supérieure, de textures. Une extension a été publiée pour le jeu, Dynasty Warriors 3: Xtreme Legends, qui a la première itération des Xtreme Legends.

## Trame

### Synopsis
Dynasty Warriors 3 se déroule dans la Chine ancienne à l'époque de l'ère des Trois Royaumes. Le jeu commence à la chute de la dynastie Han, peu après la mort de l'empereur Ling, lorsque le chef de la Voie de la Paix, Zhang Jiao, mène un soulèvement contre l'Empire.
Le jeu dispose d'un fort mélange de réalité et de fiction de l'histoire chinoise et exagère souvent la personnalité des protagonistes. La plupart des événements et des lieux sont tirés pour la plupart de ces évènements. Les trois royaumes principalement liés (Shu, Wu et Wei) cherchent continuellement à renverser les deux autres afin d'unifier la Chine sous leur emprise. Bien que l'histoire de Dynasty Warriors reste imparfaite - puisqu'elle ne reflète pas fidèlement les évènements historiques - il a été modifié pour rendre le jeu plus jouable et moins répétitif. Par exemple, un certain nombre de personnages dans le jeu meurent là où le jeu souhaite, tandis qu'ils apparaissent toujours dans les étapes ultérieures. Le jeu propose des environnements qui ressemblent à ceux de la Chine ancienne et divers articles de l'époque.
Il touche aussi au charme mystique comme certains personnages (Zhuge Liang, Sima Yi, Pang Tong), qui possèdent nombre d'attaques magiques.

### Personnages
Ce jeu comprend tous les personnages existants de Dynasty Warriors 2 et introduit 13 nouveaux jouables, amenant à un total de 41 protagonistes.
Wei :
- Xiahou Dun
- Dian Wei
- Xu Zhu
- Cao Cao
- Xiahou Yuan
- Zhang Liao
- Sima Yi
- Xu Huang (nouveau personnage)
- Zhang He (nouveau personnage)
- Zhen Ji (nouveau personnage)

Shu :
- Zhao Yun
- Guan Yu
- Zhang Fei
- Zhuge Liang
- Liu Bei
- Ma Chao
- Huang Zhong
- Jiang Wei
- Wei Yan (nouveau personnage)
- Pang Tong (nouveau personnage)

Wu :
- Zhou Yu
- Lu Xun
- Taishi Ci
- Sun Shangxiang
- Sun Jian
- Sun Quan
- Lu Meng
- Gan Ning
- Huang Gai (nouveau personnage)
- Sun Ce (nouveau personnage)
- Da Qiao (nouveau personnage)
- Xiao Qiao (nouveau personnage)

Autres :
- Diao Chan
- Lu Bu
- Dong Zhuo
- Yuan Shao
- Zhang Jiao
- Meng Huo (nouveau personnage)
- Zhurong (nouveau personnage)
- Fu Xi (Guest-Personnage bonus)
- Nu Wa (Guest-Personnage bonus)

Les personnages de Dynasty Warriors 3 sont basés autour de personnages réels et fictifs du roman des Trois Royaumes, où leurs personnalités et traits de caractères ont été souvent exagérés alors que d'autres demeurent fidèles à cette époque.
Plusieurs femmes n'ont jamais participé à ces batailles, mais des personnages féminins restent jouables dans le jeu (Diaochan, Xiao Qiao, Da Qiao, Zhen Ji, Sun Shangxiang). Cependant, Zhu Rong était connue pour être une guerrière. Sun Shangxiang, si elle n'a officiellement pris part à aucune bataille, avait plusieurs armes dans sa chambre et ses servantes maitrisaient l'escrime. [réf. souhaitée]
D'autres personnages principaux sont très proches de leur véritable alter-ego dont Cao Cao, Sun Jian et Liu Bei, seigneurs de guerre des 3 royaumes. Sima Yi, Sun Quan, et Zhuge Liang pourrait entrer également dans cette catégorie, car ils sont souvent considérés chefs respectifs du Wei, Wu, Shu. [réf. souhaitée]

## Système de jeu
Dans Dynasty Warriors 3, le joueur prend le contrôle d'un officier et doit tenter de déjouer le commandant ennemi. Le joueur doit se frayer un chemin à travers la scène et vaincre les soldats et officiers ennemis tout en essayant de garder leur commandant en vie. Avec plusieurs centaines de soldats à chaque étape de l'histoire, des événements spécifiques et objectif sont à remplir, qui peuvent aider l'armée du joueur et d'élever ainsi leur moral. Attaquer rapidement et efficacement les soldats ennemis permettent par exemple de renforcer plus vite le moral des soldats alliés, et seront plus enclins à donner suite à des attaques combinées. Pour ce faire, les officiers et les commandants ont des capacités surhumaines et peuvent de ce fait tuer des dizaines de soldats à la chaîne.
Le mode de jeu principal du jeu est le mode Musou, le mode histoire de la série Dynasty Warriors. Chaque personnage jouable des trois principales nations(les Trois Royaumes) ont leur propre mode qui se compose d'un certain nombre d'étapes ressemblant à des événements dans l'Histoire des Trois Royaumes. Le mode Musou pour chaque personnage est une histoire linéaire, où l'utilisateur ne peut pas changer la façon dont elle se déroule. La progression de l'histoire de Cao Cao, Liu Bei et Sun Jian relatent le plus fidèlement la période des Trois Royaumes. [réf. souhaitée]
Au départ, neuf personnages sont disponibles et le joueur doit continuer le périple pour en débloquer de nouveaux officiers - en réalisant des objectifs spécifiques pendant les batailles (généralement remporter l'étape ou finir le scénario d'un commandant). Chaque personnage jouable possède sa propre arme qui peut être améliorée, permettant jusqu'à un maximum de 4 niveaux. Lorsque le niveau suivant de l'arme est acquise, sa force devient plus grande et ajoute un combo supplémentaire renforçant le côté offensif de votre personnage.
Des objets sont aussi cachés dans les niveaux et peuvent également être obtenus en battant des officiers. Il existe trois types d'objets dans le jeu : des objets normaux, rouge (pour la santé ou le Musou) et des armes pouvant être équipés avant de commencer le niveau suivant et qui augmentera par conséquent les statistiques du joueur. Les objets rouges provoquent un effet bonus, telles que la puissance élevée de votre cheval ou de donner au joueur la possibilité de tirer des flèches enflammées.
Dynasty Warriors 3 a des éléments équivalant à un RPG dans la mesure où le joueur peut augmenter la force, la défense, la barre de vie ou du Musou de ses personnages. Ceci peut être réalisé en battant les officiers ennemis et les capitaines qui lâcheront des objets permettant d'accroître les statistiques. Bien qu'il ne soit pas nécessaire de recueillir ces objets, il permet de continuer le jeu sans trop de difficulté, celle-ci augmentant au fil des niveaux.
Le mode deux joueurs (qui fait son entrée dans Dynasty Warriors 3) permet aux joueurs de passer soit en tête-à-tête ou de jouer en coopération dans tous les niveaux du mode Musou. L'écran est ainsi divisé horizontalement. En mode tête-à-tête, les statistiques des personnages sont réduits à leur valeur par défaut pour permettre une bataille équitable, s'appuyant davantage sur l'habilité du joueur. Dans le jeu coopératif, les personnages conservent leurs statistiques enregistrées, il n'y a aucune modification de la scène et les acteurs acquièrent la capacité d'exécuter une version plus puissante de leur attaque Musou (la Special Attack). Si les joueurs exécutent leur attaque Musou en même temps à portée des uns des autres, l'attaque équivaut à une puissance de foudre et inflige des dégâts supplémentaires aux ennemis touchés.

## Doublage
Le doublage français du jeu a été réalisé en Allemagne, au studio Violetmedia GmbH. La traduction est assurée par Magali Rouyer, Philippe Le Peltier, Eric Holweck, Olivia Levantalle et Howard Cooper. La direction du doublage est assurée par Jean-Yves de Groote. On y retrouve les habitués du studio, ils ont également doublé dans Kessen II, AquaNox 2: Revelation, Army Men in Space, X³: Reunion, Future Tactics: The Uprising et Max Payne.

### Voix Françaises
- Etienne Gillig
- Yves Vatin-Perrignon
- Olivier Tomaso
- Patric Pouly
- Alex Brasseur
- Simon Bakhouche
- Pierre-Jean Charbert
- Sophie Ostria
- Mireille Damon
- Anouk Charlier
- Fréderique Alphant
- Ozzy Rhageb
- Philippe Saniez

## Accueil
- Jeux vidéo Magazine : 11/20 (Xtreme Legends)[1]
- Jeuxvideo.com : 15/20[2]